# هال، کبک
هال (به انگلیسی: Hull) یک منطقهٔ مسکونی در کانادا است که در گاتینو واقع شده‌است. هال ۶۹٬۰۰۴ نفر جمعیت دارد.